# Thomas Bridges, 2. Baron Bridges
Thomas Edward Bridges, 2. Baron Bridges, GCMG (* 27. November 1927; † 27. Mai 2017) war ein britischer Peer und ehemaliger Diplomat.

## Leben und Karriere
Er war der älteste Sohn von Edward Bridges, 1. Baron Bridges (1892–1969), der während des Zweiten Weltkriegs Sekretär des britischen Kabinetts war, und dessen Ehefrau Katharine Dianthe Farrer († 1986). Er besuchte zunächst das Eton College und studierte dann am New College der University of Oxford.
Von 1951 bis 1987 war er im diplomatischen Dienst des Vereinigten Königreichs tätig. Neben Verwendungen in der Ministerialbürokratie (von 1963 bis 1966 als Assistant Private Secretary) war er unter anderem an den Botschaften in Moskau (von 1969 bis 1971 als Counsellor), West-Berlin, Rio de Janeiro, Athen und Washington tätig. Von 1972 bis 1974 war er Privatsekretär für Überseeangelegenheiten beim Premierminister Edward Heath. Er war von 1975 bis 1979 Handelsbeauftragter in Washington. Von 1979 bis 1982 war er stellvertretender Staatssekretär im Foreign and Commonwealth Office. Schließlich war er von 1983 bis 1987 Botschafter in Italien. Von 1989 bis 1997 war er Vorsitzender des nationalen britischen Komitees von UNICEF. Von 1991 bis 1997 war er Vorsitzender (Chairman) der British-Italian Society.
Er lebte in Orford, Suffolk. (Stand: 2003), anderen Quellen zufolge in London.

## Mitgliedschaft im House of Lords
Beim Tod seines Vaters im Jahre 1969 erbte er dessen Titel Baron Bridges und den damit verbundenen Sitz im House of Lords. Den Sitz im Oberhaus nahm er erstmals 1975 ein. Mitglied des House of Lords blieb er bis zum Jahr 2016, als er wegen Nichtanwesenheit ausgeschlossen wurde. Er saß dort als Crossbencher. Aufgrund seiner Tätigkeit im diplomatischen Dienst hielt er seine Antrittsrede erst am 20. Oktober 1988.
Bridges war von 1988 bis 1992 und von 1994 bis 1998 Mitglied des Select Committee on Euro Communities. Auf der Website des Oberhauses nannte er als Staaten von Interesse Deutschland und Italien.
Auch nach der Reform des Oberhauses 1999 behielt Bridges weiterhin einen Sitz als eines der 90 Mitglieder, die von den erblichen Adligen gewählt werden. Seine letzte Wortmeldung erfolgte am 14. Juli 2009 zu Wort. An einer Abstimmung nahm er zuletzt am 9. Februar 2011 teil. Der Grad seiner Anwesenheit lag Ende der 1990er Jahre und in den folgenden Jahren bis März 2011 im mittleren Bereich.
Seit dem 14. März 2011 war er durch einen Leave of Absence vom House of Lords beurlaubt. Kurz vor der Parlamentseröffnung 2015 endete dieser. Am 18. Mai 2016 schied Bridges gemäß den Regelungen des House of Lords Reform Act 2014 wegen Nichtanwesenheit in einem Zeitraum von mehr als sechs Monaten aus dem House of Lords aus.

## Weitere Ämter und Ehrungen
Bridges war seit 2000 Vizepräsident (Vice-President) des Council for National Parks. Außerdem war er Präsident der Dolmetsch Foundation.
Er war von 1989 bis 1997 unabhängiges Aufsichtsratsmitglied (Board Member) der Securities and Futures Association. Seit 1995 ist er Mitglied des Treuhandrates (Trustee) der Rayne Foundation.
Bridges wurde 1975 mit dem Companion des Order of St. Michael and St. George ausgezeichnet. 1983 erhielt er die Auszeichnung Knight Commander und 1988 Knight Grand Cross.
Er war Fellow der Royal Society of Arts.

## Familie
Bridges war seit 1. September 1953 mit Rachel Mary Bunbury (1926–2005), der jüngsten Tochter von Sir Henry Noel Bunbury KCB, verheiratet. Aus der Ehe entstammen drei Kinder:
- Hon. Mark Thomas Bridges (* 1954), Rechtsanwalt (Solicitor) von Elizabeth II.[3][8]
- Hon. Nicholas Edward Bridges (* 1956), Architekt[3]
- Hon. Harriet Elizabeth Bridges (* 1958)[3]